# Nesoeme kuscheli
Nesoeme kuscheli är en skalbaggsart som beskrevs av Linsley och Chemsak 1966. Nesoeme kuscheli ingår i släktet Nesoeme och familjen långhorningar. Inga underarter finns listade i Catalogue of Life.